# Mechanik (simulátor)

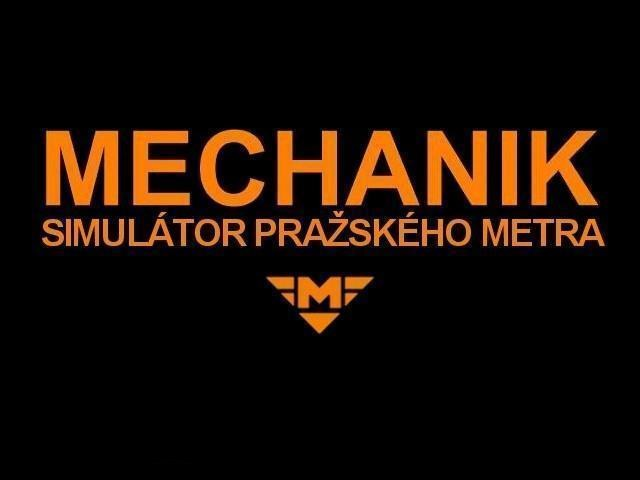
Logo české modifikace

Mechanik je jeden z nejstarších a na svou dobu jeden z nejlepších 3D simulátorů vlaku. Funguje na operačních systémech založených na DOSu. Na ostatních funguje pouze s rozšířením DosBox. Kvůli těmto faktorům je dnes velmi zastaralý a ne už příliš hraný. Mechanik má v sobě zabudované počítadlo trestu (přičítají se vám body za chyby) a dojetí s nulou je takřka nemožné.

## Mechanik Simulator Poćiagu EN57
První nápad na simulátor se zrodil v hlavách polských studentů Darka Grodzickieho, Czeslawa Szklarka, Roberta Kowalskiho a Alexandera Madeje. Původně se mělo jednat pouze o seminární práci, jelikož hra slavila úspěch už v úzkém kruhu uživatelů, autoři se rozhodli simulátor vydat veřejně. Projet jste se zde mohli po fiktivní mapě soupravou EN57.

## Mechanik simulátor pražského metra
Tato modifikace byla společným dílem autorů původního simulátoru a českých programátorů jako Vince Black, Standa Kopinec, Marek Skalka. Jednalo se o vůbec první simulátor pražského metra, který si našel srdce mnoha fanoušků. Zde jste se vžili do pozice řidiče na lince C úseku Florenc - Kačerov v soupravě 81-71M (v době vydání hry na této lince běžně provozovanou).

## Další vývoj
Dnes už z důvodu zastaralosti samotného simulátoru a náročného budování tratí se už ani jedna z uvedených verzí oficiálně nevyvíjí. Autoři simulátoru metra nedokončili soupravu 81-71.